# فرودگاه لوزر
فرودگاه لوزر (به انگلیسی: Luther Airport) یک فرودگاه همگانی بهره‌برداری هوایی است که یک باند فرود چمن دارد و طول باند آن ۵۱۸ متر است. این فرودگاه در کشور ایالات متحده آمریکا قرار دارد و در ارتفاع ۲۲۶ متری از سطح دریا واقع شده است.